# 和田忠彦
和田 忠彦（わだ ただひこ、1952年3月6日 - ）は、日本のイタリア文学者、翻訳家。
東京外国語大学名誉教授。イタリア近現代文学、文化芸術論が専門。

## 経歴
1952年、長野県長野市生まれ。 京都大学文学部に入学し、イタリア文学を専攻する。東京外国語大学在職中は大学院総合国際学研究院（先端研究部門）教授、大学院地域文化研究科長および副学長を務めた。須賀敦子翻訳賞の選考委員長を務める。

### 学歴
- 1975年 京都大学文学部卒業
- 1977年 京都大学大学院文学研究科修士課程修了
- 1981年 京都大学大学院文学研究科博士後期課程単位取得退学

### 職歴
- 1982年 京都大学文学部助手
- 1983年 名古屋芸術大学一般教育部専任講師
- 1989年 名古屋芸術大学一般教育部助教授
- 1996年 神戸市外国語大学外国語学部助教授
- 1997年 神戸市外国語大学外国語学部教授
- 1999年 東京外国語大学外国語学部教授
- 2007年1月 - 2009年3月 同大学院地域文化研究科長
- 2009年4月 同大学副学長・大学院総合国際学研究院教授
- 2017年3月 同大学定年退職、名誉教授

## 受賞・栄典
- イタリア共和国功労勲章コンメンダトーレ

## 著書
- 『ヴェネツィア水の夢』（筑摩書房） 2000年
- 『声、意味ではなく わたしの翻訳論』（平凡社） 2004年
- 『ファシズム、そして』（水声社） 2008年
- 『タブッキをめぐる九つの断章』（共和国、＜境界の文学＞） 2016年
- 『「見えない都市」を歩く　文学で旅するイタリア』（NHK出版） 2025年

### 共著編
- 『世界古本探しの旅』（荻野アンナ、瀬戸川猛資、越川芳明、池内紀、野谷文昭、浅野素女共著、朝日新聞社） 1998年
- 『オンライン・マガジンを読み倒す』（仲俣暁生、水越伸、大日本印刷株式会社ICC本部） 1999年
- 『詩女神の娘たち』（沓掛良彦、亀山郁夫、沼野充義、前田和泉、植松みどりほか共著、未知谷） 2000年
- 『イタリア文化55のキーワード』（編、ミネルヴァ書房、世界文化シリーズ） 2015年
- 『ウンベルト・エーコ　薔薇の名前　笑いは知の限界を暴く』（NHK出版、100分de名著） 2018年9月放送テキスト
- 『ウンベルト・エーコの世界文明講義』(監修、石田聖子、小久保真理江、柴田瑞枝、高田和広共訳、河出書房新社) 2018年

## 翻訳
- 『闘いの変奏曲』（アメーリア・ロッセッリ (it:Amelia Rosselli)、書肆山田 1993年
- 『イタリア絵画史』（ロベルト・ロンギ(it:Roberto Longhi)、丹生谷貴志、柱本元彦共訳、筑摩書房 1997年 / ちくま学芸文庫 2020年
- 『クオーレ』（エドモンド・デ・アミーチス、新潮文庫） 1999年 / 平凡社ライブラリー 2007年 / 岩波文庫 2019年
- 『名誉を汚した男たち』（ピーノ・アルラッキ (it:Pino Arlacchi)、新潮社） 2000年
- 『わが生涯のすべて』（マリオ・ジャコメッリ、シモーナ・グエッラ編、石田聖子共訳、白水社） 2014年

### ウンベルト・エーコ
- 『開かれた作品』（ウンベルト・エーコ、篠原資明共訳）、青土社 1984年 - 度々新版
- 『ウンベルト・エーコの文体練習』（新潮社） 1992年 / 新潮文庫 2000年 / 河出文庫（完全版） 2019年
- 『エーコの文学講義 小説の森散策』（ウンベルト・エーコ、岩波書店） 1996年 / 岩波文庫） 2013年
- 『永遠のファシズム』（ウンベルト・エーコ、岩波書店） 1998年 / 岩波現代文庫） 2018年
- 『ウンベルト・エーコの小説講座』（小久保真理江共訳、筑摩書房） 2017年
- 『女王ロアーナ、神秘の炎』上・下（ウンベルト・エーコ、岩波書店） 2018年
- 『文学について』（ウンベルト・エーコ、岩波書店） 2020年
- 『ウンベルト・エーコのテレビ論集成』（監訳、河出書房新社） 2021年

### イタロ・カルヴィーノ
- 『遠ざかる家 建築投機』（イタロ・カルヴィーノ、松籟社） 1985年
- 『パロマー』（カルヴィーノ、松籟社） 1988年 / 岩波文庫 2001年
- 『魔法の庭』（カルヴィーノ、晶文社） 1991年 / ちくま文庫 2007年
- 『むずかしい愛』（カルヴィーノ、福武書店） 1991年 / 岩波文庫 1995年
- 『サン・ジョヴァンニの道 書かれなかった「自伝」』（カルヴィーノ、朝日新聞社） 1999年
- 『カルヴィーノの文学講義 新たな千年紀のための六つのメモ』（米川良夫共訳、朝日新聞社） 1999年
  - 『アメリカ講義 新たな千年紀のための六つのメモ』（岩波文庫） 2011年 - 改訳
- 『水に流して カルヴィーノ文学・社会評論集』（大辻康子、橋本勝雄共訳、朝日新聞社） 2000年
- 『魔法の庭・空を見上げる部族　他十四篇』（カルヴィーノ、岩波文庫） 2018年

### アントニオ・タブッキ
- 『夢のなかの夢』（アントニオ・タブッキ、青土社） 1994年 / 岩波文庫 2013年
- 『フェルナンド・ペソア 最後の三日間』（タブッキ、青土社） 1997年
- 『他人まかせの自伝　あとづけの詩学』（タブッキ、花本知子共訳、岩波書店） 2011年
- 『時は老いをいそぐ』（タブッキ、河出書房新社） 2012年
- 『いつも手遅れ』（タブッキ、河出書房新社） 2013年
- 『イザベルに - ある曼荼羅』（タブッキ、河出書房新社） 2015年
- 『とるにたらない ちいさないきちがい』（タブッキ、河出書房新社） 2017年